# Astragalus elazigense
Astragalus elazigense är en ärtväxtart som beskrevs av Ekim. Astragalus elazigense ingår i släktet vedlar, och familjen ärtväxter. Inga underarter finns listade i Catalogue of Life.